# Clearwell
Clearwell är en ort i Storbritannien.   Den ligger i grevskapet Gloucestershire och riksdelen England, i den södra delen av landet, 170 km väster om huvudstaden London. Clearwell ligger 176 meter över havet och antalet invånare är 350.
Terrängen runt Clearwell är kuperad åt sydväst, men åt nordost är den platt. Runt Clearwell är det ganska tätbefolkat, med 144 invånare per kvadratkilometer. Närmaste större samhälle är Coleford, 3,3 km norr om Clearwell. I omgivningarna runt Clearwell växer i huvudsak blandskog.